# Roger Dorchy
Roger Dorchy (ur. 15 września 1944 roku w La Ferté-Saint-Samson, zm. 26 lipca 2023) – francuski kierowca wyścigowy.

## Kariera
Dorchy rozpoczął karierę w międzynarodowych wyścigach samochodowych w 1973 roku od startów we Francuskiej Formule Renault. Z dorobkiem jednego punku uplasował się tam na 29. pozycji w klasyfikacji generalnej. W późniejszych latach Francuz pojawiał się także w stawce French Touring Car Championship, World Challenge for Endurance Drivers, 24-godzinnego wyścigu Le Mans, World Championship for Drivers and Makes, FIA World Endurance Championship, World Sports-Prototype Championship oraz French GT Championship. Dzierży do dziś niepobity rekord prędkości maksymalnej 407 km/h, którą osiągnął na końcu prostej Mulsanne w wyścigu 24-godzinnym w Le Mans w WM-Peugeot w roku 1988.